# Dinosaur Provincial Park
Dinosaur Provincial Park er et område i det sydøstlige Alberta i Canada, som er kendt som et af de rigeste fundsteder for dinosaurusskeletter i verden. Der er i området registreret over 50 dinosaurusarter fordelt på skeletter af over 500 enkeltindivider, heraf 150 komplette skeletter. Disse skeletter er udstillet over store dele af verden. Parken ligger i dalen omkring Red Deer-floden præget af nøgne klippeformationer samt prærie og poppelbevoksning nær floden. De omfattende fund af fossilrester af over fem hundrede arter af liv, der omfatter helt ned til mikroskopiske bregnesporer har gjort, at parken, der er på 7.825 ha, er optaget på UNESCO-verdensarvsliste.